# Keupula (Kembang Tanjong)
Keupula is een bestuurslaag in het regentschap Pidie van de provincie Atjeh, Indonesië. Keupula telt 322 inwoners (volkstelling 2010).